# Campeonato Asiático de Atletismo de 2017 - Salto em distância masculino
A prova do salto em distância masculino do Campeonato Asiático de Atletismo de 2017 foi disputada entre os dias 8 e 9 de julho de 2017 no Kalinga Stadium em Bhubaneswar, na Índia.

## Recordes
Antes desta competição, os recordes mundiais e do campeonato nesta prova eram os seguintes:
|                       | Nome                        | Nacionalidade  | Distância | Local      | Data                 |
| --------------------- | --------------------------- | -------------- | --------- | ---------- | -------------------- |
| Recorde mundial       | Mike Powell                 | Estados Unidos | 8m 95cm   | Tóquio     | 30 de agosto de 1991 |
| Recorde do campeonato | Hussein Taher Al-Sabee      | Arábia Saudita | 8m 33cm   | Jacarta    | 2000                 |
| Recorde asiático      | Mohamed Salman Al-Khuwalidi | Arábia Saudita | 8m 48cm   | Sotteville | 2 de julho de 2006   |

## Medalhistas
| Ouro                  | Prata               | Bronze                  |
| Huang Changzhou (CHN) | Chan Ming Tai (HKG) | Shotaro Shiroyama (JPN) |

## Resultados

### Qualificação
| Posição | Atleta                 | Nacionalidade | #1   | #2   | #3   | Resultados | Notas |
| ------- | ---------------------- | ------------- | ---- | ---- | ---- | ---------- | ----- |
| 1       | Shinichiro Shimono     | Japão         | 7.67 |      |      | 7.67       | q     |
| 2       | Joo Eun-jae            | Coreia do Sul | x    | x    | 7.62 | 7.62       | q     |
| 3       | Huang Changzhou        | China         | 7.60 |      |      | 7.60       | q     |
| 4       | Shotaro Shiroyama      | Japão         | x    | x    | 7.59 | 7.59       | q     |
| 5       | Chan Ming Tai          | Hong Kong     | 7.31 | x    | 7.55 | 7.55       | q     |
| 6       | Lin Chia-hao           | Taipé Chinesa | 7.20 | 7.47 | x    | 7.47       | q     |
| 7       | S.E. Samsheer          | Índia         | 7.06 | 7.36 | 7.42 | 7.42       | q     |
| 8       | Dhanuka Liynapathirana | Sri Lanka     | x    | 7.42 | x    | 7.42       | q     |
| 8       | Ankit Sharma           | Índia         | x    | 7.42 | x    | 7.42       | q     |
| 10      | Sobhan Taherkhani      | Irão          | 7.35 | 7.41 | –    | 7.41       | q     |
| 11      | Siddharth Mohan Naik   | Índia         | 7.18 | x    | 7.39 | 7.39       | q     |
| 12      | Sarkan Bakr            | Iraque        | 7.17 | 7.33 | 7.18 | 7.33       | q     |
| 13      | Barea Amer Ali         | Iraque        | 7.22 | x    | 7.07 | 7.22       |       |
| 14      | Zhang Yaoguang         | China         | 7.17 | x    | 7.18 | 7.18       |       |
| 15      | Ali Amin               | Bangladesh    | 7.11 | x    | 6.95 | 7.11       |       |
| 16      | Lin Hung-min           | Taipé Chinesa | 7.11 | x    | 6.76 | 7.11       |       |
| 17      | Alexandr Kisselev      | Cazaquistão   | 6.93 | 6.84 | 6.95 | 6.95       |       |
| 18      | Wong Ka Chun           | Macau         | 6.61 | 6.39 | 5.65 | 6.61       |       |
| 19      | Kim Sang-su            | Coreia do Sul | x    | 5.62 | x    | 5.62       |       |
| 20      | Mohammed Ismail        | Bangladesh    | x    | x    | 5.01 | 5.01       |       |
| 21      | Lau Kin Hei            | Hong Kong     | x    | x    | x    | NM         |       |

### Final
| Posição           | Atleta                 | Nacionalidade | #1   | #2   | #3   | #4   | #5   | #6   | Resultados | Notas |
| ----------------- | ---------------------- | ------------- | ---- | ---- | ---- | ---- | ---- | ---- | ---------- | ----- |
| Medalha de ouro   | Huang Changzhou        | China         | 7.83 | 7.76 | 8.09 | 7.86 | –    | x    | 8.09       |       |
| Medalha de prata  | Chan Ming Tai          | Hong Kong     | 7.62 | 7.91 | 7.21 | 7.38 | 8.03 | 8.01 | 8.03       |       |
| Medalha de bronze | Shotaro Shiroyama      | Japão         | 7.76 | 7.59 | x    | 7.97 | x    | x    | 7.97       |       |
| 4                 | Ankit Sharma           | Índia         | 7.73 | 7.83 | 7.37 | x    | 7.59 | x    | 7.83       |       |
| 5                 | Lin Chia-hao           | Taipé Chinesa | x    | x    | 7.81 | x    | x    | 5.96 | 7.81       |       |
| 6                 | Shinichiro Shimono     | Japão         | 7.61 | 7.69 | 7.76 | 7.75 | x    | 7.74 | 7.76       |       |
| 7                 | Joo Eun-jae            | Coreia do Sul | 7.47 | 7.62 | x    | 7.75 | x    | x    | 7.75       |       |
| 8                 | Dhanuka Liynapathirana | Sri Lanka     | 7.68 | 7.52 | x    | x    | x    | x    | 7.68       |       |
| 9                 | Sarkan Bakr            | Iraque        | 7.42 | 7.20 | 7.57 |      |      |      | 7.57       |       |
| 10                | Sobhan Taherkhani      | Irão          | x    | x    | 7.56 |      |      |      | 7.56       |       |
| 11                | S.E. Samsheer          | Índia         | 7.47 | x    | 7.24 |      |      |      | 7.47       |       |
| 12                | Siddharth Mohan Naik   | Índia         | x    | x    | x    |      |      |      | NM         |       |

Legenda
| Recorde mundial       | Recorde mundial (World record)               |                       | Recorde africano                      | Recorde africano (African) |                                           | Q | Classificado por posição (Qualified) |
| Recorde do campeonato | Recorde do campeonato (Championship record)  | Recorde da América    | Recorde da América (Americas)         | q                          | Classificado por melhor tempo (Qualified) |   |                                      |
| Melhor marca do ano   | Melhor marca do ano (World leading)          | Recorde asiático      | Recorde asiático (Asian)              | DNS                        | Não largou (Did not start)                |   |                                      |
| Recorde nacional      | Recorde nacional (National record)           | Recorde europeu       | Recorde europeu (European)            | DNF                        | Não terminou (Did not finish)             |   |                                      |
| Recorde pessoal       | Recorde pessoal do atleta (Personal best)    | Recorde da Oceania    | Recorde da Oceania (Oceania)          | DSQ / DQ                   | Desclassificado (Disqualified)            |   |                                      |
| Recorde da temporada  | Recorde da temporada do atleta (Season best) | Recorde sul-americano | Recorde sul-americano (South America) | NM                         | Sem marca (No mark)                       |   |                                      |